# Sverdlovskij (Oblast' di Mosca)
Sverdlovskij (in russo Свердловский?) è una cittadina della Russia europea centrale, situata nella oblast' di Mosca. Apparteneva allo Ščëlkovskij rajon.
Sorge nella parte centrale dell'oblast', sul fiume Kljaz'ma, alcune decine di chilometri a est di Mosca. La cittadina prende il nome da Jakov Sverdlov, uno dei leader del partito bolscevico durante la rivoluzione d'ottobre.